# 牙醫學

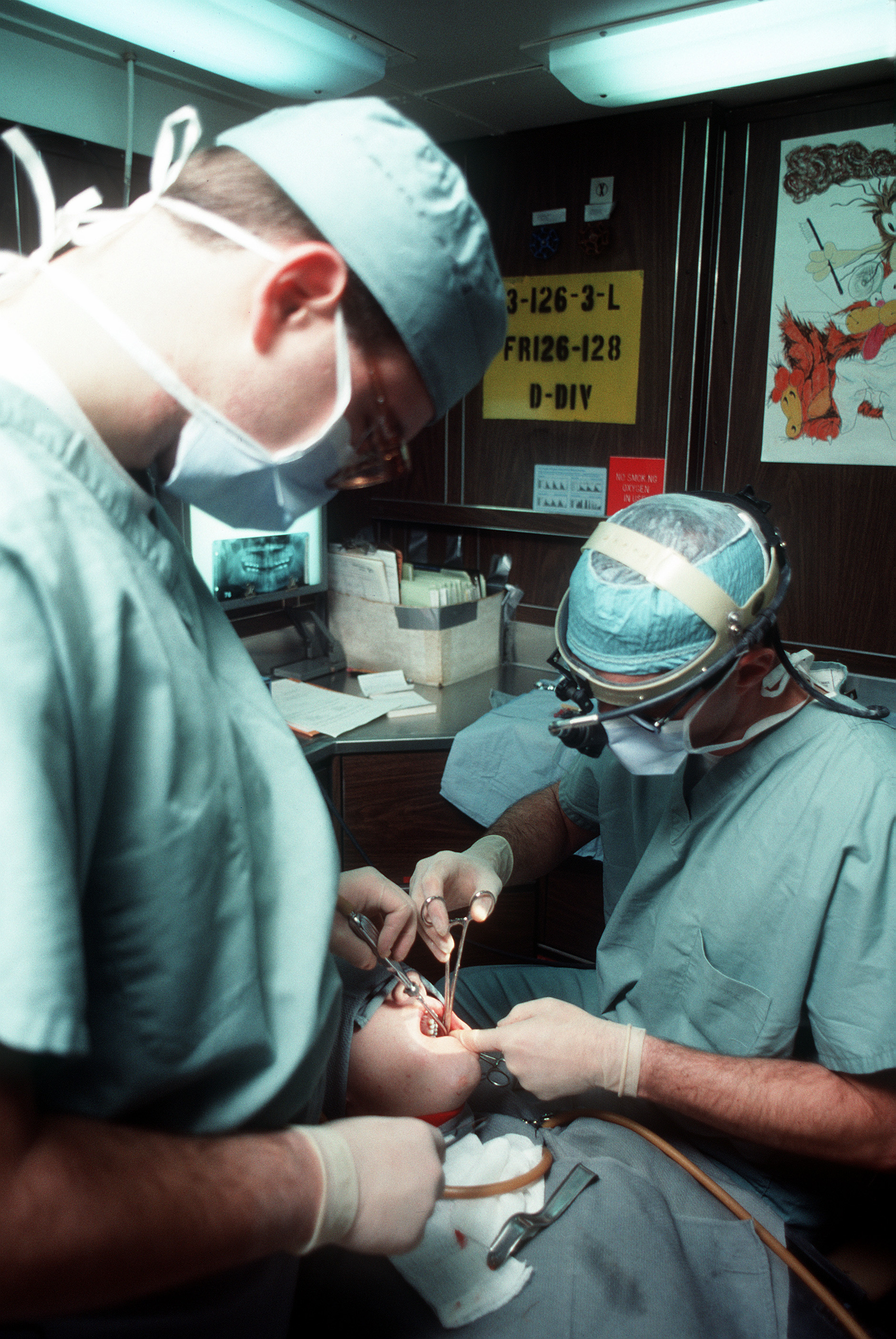
一位口腔外科医生和牙医助理在拔除智齿

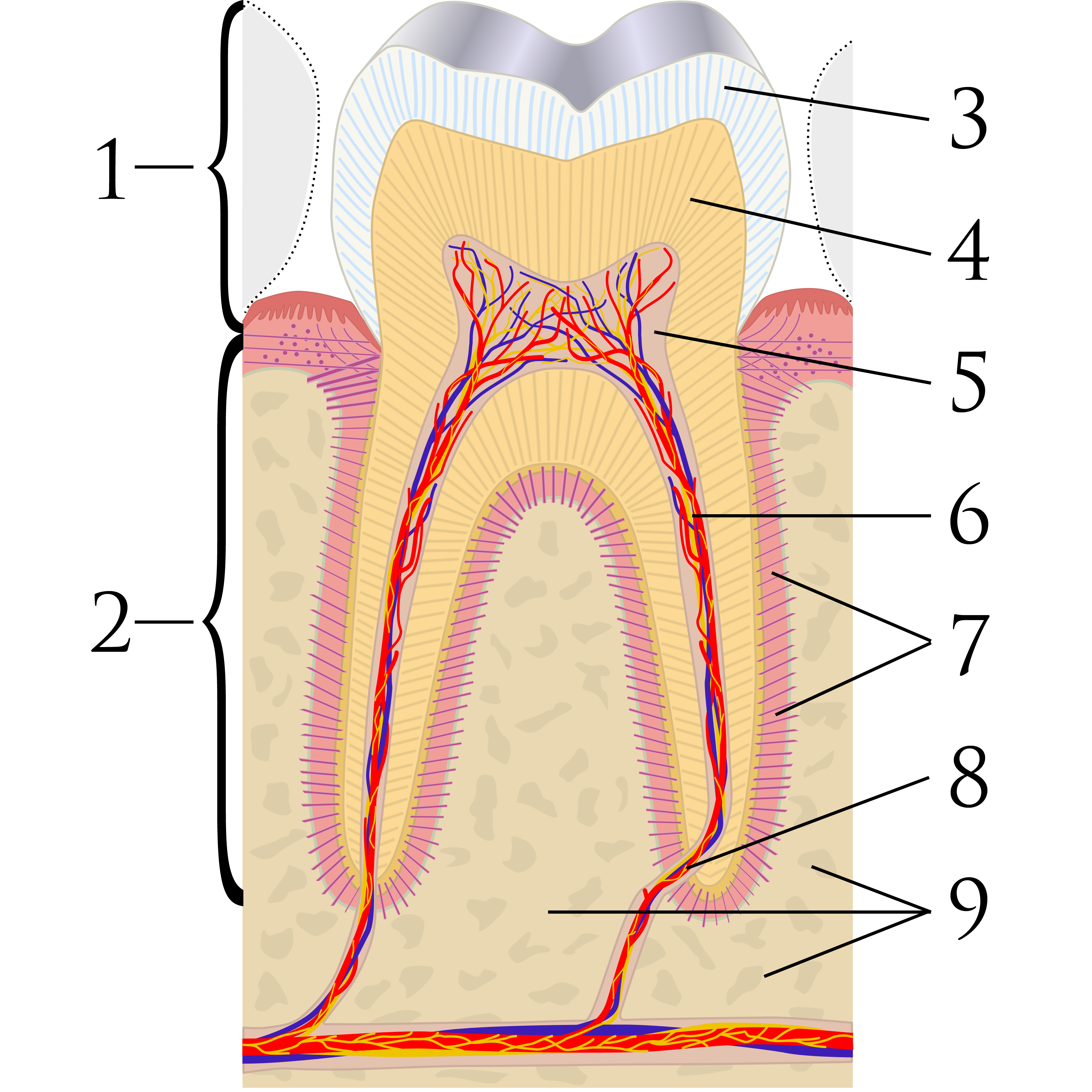
臼齿的矢状断面；1：牙冠，2：牙根，3：牙釉质，4：牙本质（齿质）和牙本质小管，5：髓室，6：血管和神经，7：牙周韧带，8：牙根尖和根尖周区，9：牙槽骨

牙医学（法語：Dentisterie；口腔醫學）是一门关于诊断、预防和治疗的口腔疾病、不适及状况的医学研究分支，一般处理牙列疾病，但也可包括口腔黏膜以及相邻相关结构和组织，特别是颌面部（下巴和面部）区域疾病。尽管对于普通大众来说牙医学主要处理与牙齿相关的问题，但牙科领域并不限于齿科学（toodontology，来自古希腊文，“牙齿”）——关于研究牙齿结构，发育和畸形的学科。因为在概念上有很多重叠的领域，牙科学也经常被理解为包含现已基本上不存在的口腔科学（关于研究口腔相关的不适和疾病学科），因此这两个术语在某些地区可以互用。
人们普遍认为牙科学对整体健康很重要。牙科治疗由牙科团队来实施，通常包括一名牙医，数名牙医助手（牙医助理、口腔衛生師、牙體技術師和牙科治疗师）。大部分牙医在私人诊所工作（初級照護），也有些在医院（二級照護）和机构（监狱、军事基地等等）工作。
牙科学的历史几乎和人类文明史一样悠久，最早可追溯至公元前7000年。在古埃及时期就已能见到原始的牙外科技术。公元前约2650年的一块下颌骨在第一颗臼齿根部下有两个孔眼，这显示曾对该牙实施过脓液引流。印度河流域文明（公元前3300年）的早期哈拉帕时代遗迹中存在9000年前被钻过孔的牙齿。牙外科被认为是医学的首个专门学科。

## 牙科治疗
牙科学通常包含与口腔有关的重要服务。由于口腔疾病在全球的高发性和普遍性，再加上贫困者的发病率高于其他社会经济群体，口腔疾病成为了重要的公共健康问题。
大部分牙科治疗是为了预防或治疗两种最常见的口腔疾病，即龋齿和牙周病（牙龈疾病或脓漏）。常见的治疗包括牙齿修复、拔牙术及外科手术拔牙，牙結石清除術和根管治疗术。
通过普通培训，牙醫可以进行多数常見的牙科治疗，如修复性治疗（填充物，牙冠，牙桥），假体（活動假牙），牙髓（根管）治疗，牙周（牙龈）治疗，拔牙，以及检查，影像检查（X射线）和诊断。牙医也能开具处方药物如抗生素，止痛藥，及任何其他用于医治患者牙疾的药物。牙医需要完成额外的资格证明或继续教育才能进行诸如镇静、正畸、复杂口腔颌面外科手术和种植牙等治疗。
牙医还鼓励通过恰当的个人卫生，及一年两次的定期检查来进行专业的清洁和评估，以此预防口腔疾病。口腔状况会反映出像骨质疏松、糖尿病或癌症这样的全身性疾病。许多研究也显示，牙龈疾病会增加患糖尿病，心脏病和早产的风险。

## 教育与许可

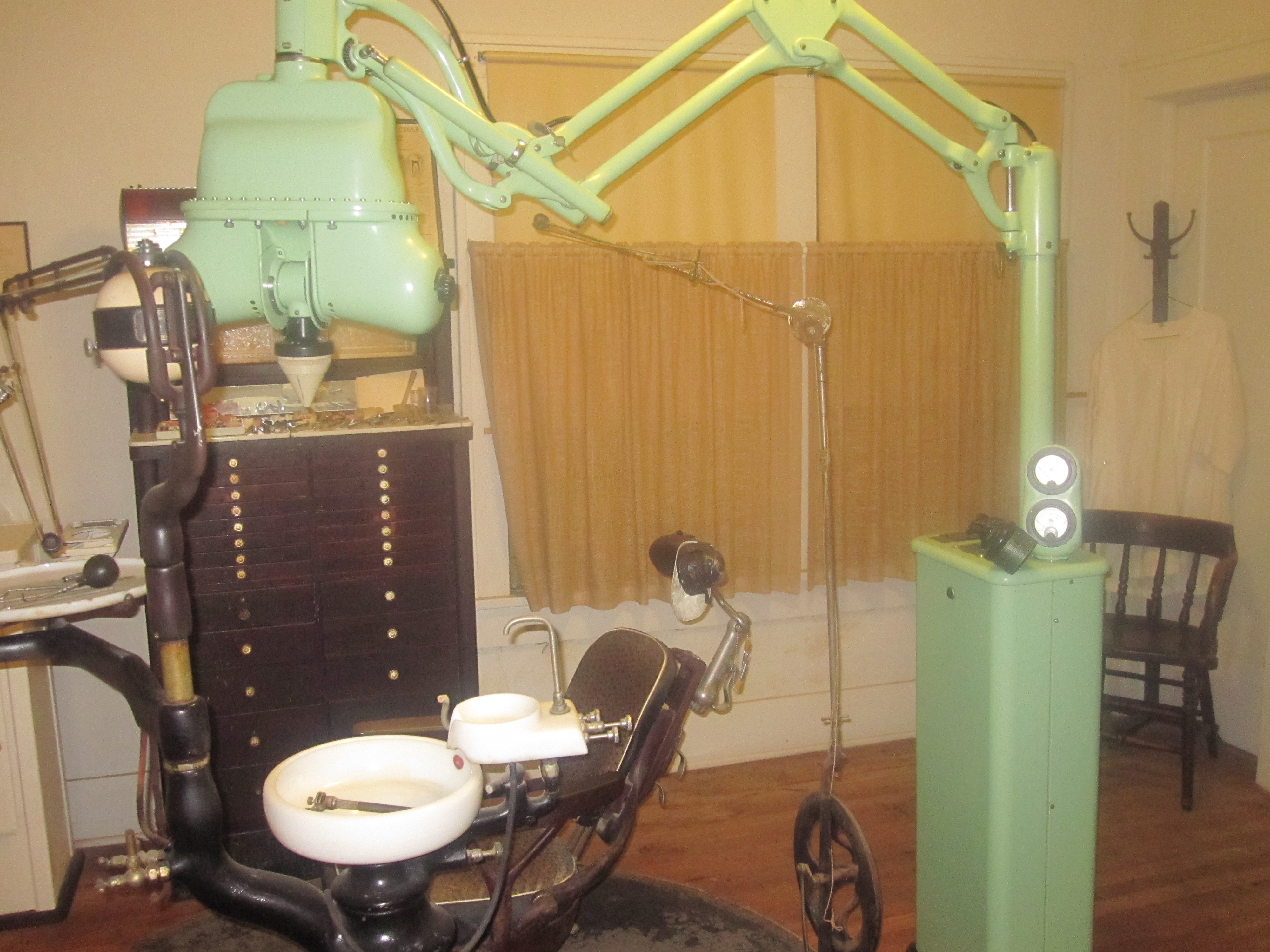
位于德克萨斯州仙诺克先锋西方博物馆的早期牙科治疗椅

约翰·M·哈里斯博士在俄亥俄州班布里奇开设世界上第一所牙科学校，并帮助建立把牙科建立为一门健康职业。该校于1828年2月21日开校，现在为哈里斯牙科博物馆。1840年，第一所牙科学院，巴尔的摩牙外科学院在马里兰州巴尔的摩开校。费城牙科学院（Philadelphia Dental College）建于1863年，是美国的第二所牙科学院。1907年坦普尔大学接受了将费城牙科学院并入的请求。所有美国的牙医都至少受过四年本科教育，再申请四年制牙科学校，才有资格獲得牙外科博士（DDS）或牙医学博士（DMD）。
研究表明，毕业于不同国家或甚至在一个国家毕业于不同牙科学校的牙医，对于相同的临床状况可能会有不同的临床决策。例如，毕业于以色列牙科学校的牙医会比毕业于拉丁美洲或东欧牙科学校的牙医，更经常建议拔掉无症状影响第三磨牙（智齿）。
在英国，1878年《牙医法》和1879年的《牙医注册法》限制将“牙医”和“牙外科医生”的称号授予合格的和注册过的从业者。然而，其他人可以合法地把自己称为“牙科专家”或“牙科顾问”。英国的牙科行业在1921年的《牙医法》后收到全面监管，该法案要求任何牙科从业者都要注册。英国牙医协会成立于1880年，由约翰·托姆斯爵士任协会主席，其在起诉牙医非法执业中发挥了重要作用。
在韩国、台湾、日本、芬兰、瑞典、巴西、智利、美国、加拿大等地，牙医是以牙外科博士（DDS）或牙科博士（DMD）毕业，有资格从事牙科行业的专业保健人士。这相当于英国、英联邦国家和香港授予的牙医学士/牙外科学士（BDS，BDent，BCHD，BDSC）。在大多数西方国家中，要成为一个合格的牙医通常必须完成至少四年的研究生学习；欧盟范围内的国家要求至少五年。在执业前，牙医通常需要五至八年时间来完成高等教育的学习。在某些國家或地區，拿到牙科学位后须完成指定时间（通常為期一年）的实习，之后才能正式獲得牙醫執照。

## 专科
一些牙医在获得最初的学位后为了有所专长会接受进一步的培训。牙医注册组织承认的精确门类依据地点不同而有所差异。例子包括：
- 牙科公共卫生——研究流行病学和与口腔健康相关的社会卫生政策。
- 牙髓学（也称为牙髓病学）——研究根管治疗术和牙髓及其周边组织疾病。
- 口腔颌面部病理学——研究、诊断、有时也治疗口腔颌面部相关疾病。
- 口腔颌面放射学——研究口腔颌面部疾病的影像学解释。
- 口腔颌面外科（也称为口腔外科、口腔顎面外科）——研究拔牙术、种植牙、及关于下巴，嘴和脸的外科手术。[注释 2]
- 齒顎矯正學和颌面矫形学——研究矫正牙齿，修正面中部和下颌发育。
- 牙周学（也称为牙周病学）——研究牙周组织疾病的治疗（非手术和手术）以及放置和维护牙科植入物
- 小儿牙科（也称为儿童牙科）——针对儿童的牙科
- 口腔修复学（也称为假牙修复学、口腔贋復学、義齒補綴学）——研究假牙，牙桥和植入物的修复。有些口腔修复科医生会进一步进行“口腔颌面修复学”培训，这涉及替换缺失的面部结构，如耳朵，眼睛，鼻子等。
- 牙體復形學——研究齲齒（蛀牙）的診斷、預防以及治療（補牙）。
- 口腔内科——研究口腔粘膜疾病的临床评估和诊断。
- 特殊需要牙科学（也称为特殊照顾牙科学）——针对那些有发育或后天残疾人群的牙科。
- 口腔生物学——研究牙齿和颅面生物学研究
- 法医口腔学——研究收集和使用的牙科法律证据。任何在该领域有经验或受过培训的牙医均可胜任。法医牙医的功能主要是记录和核实身份。
- 老年牙医学——针对老年人的牙科保健，包括诊断、预防和治疗与正常老化及与年龄有关的疾病，其作为一个包含其他专业医护人员的跨学科团队一部分。
- 兽医牙科，一门兽医学专业——应用到动物护理的牙科领域。[14][15]

## 历史

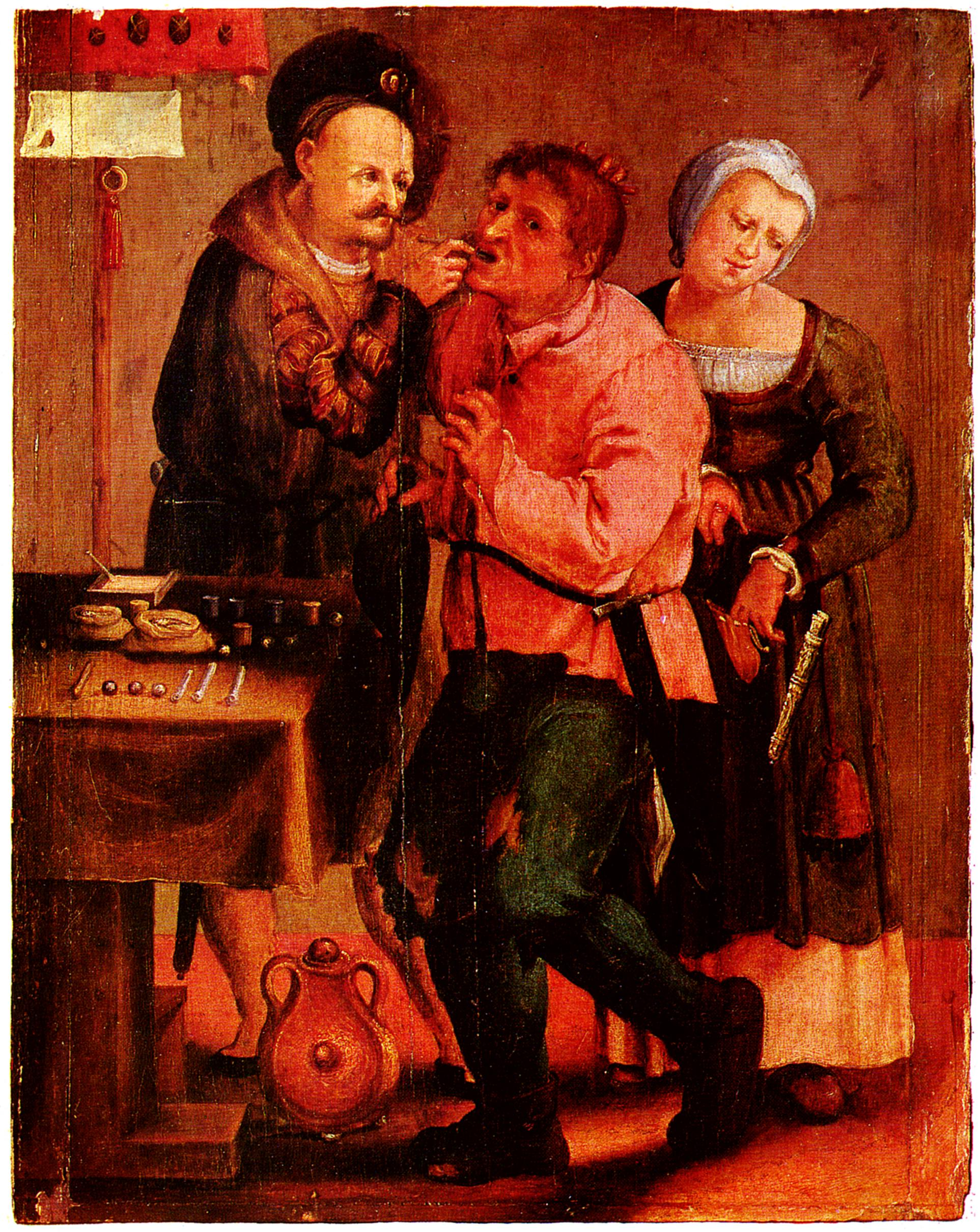
《牙医处的农民》，约翰·里斯，1616-17

印度河流域文明（IVC）存在证明公元前7000年就有人从事牙科的证据。位于梅赫尔格尔的印度河流域文明遗址展示了这一最早形式的牙科，包括用弓钻治疗与牙齿相关的疾病。也许这还是由熟练的珠匠操作的。对这一古老的形式牙科的重建表明，所用的方法是可靠有效的。最早的牙科填充物发现于6500年前的斯洛文尼亚，是由蜂蜡制成的。
公元前5000年的苏美尔人把龋齿的原因描述成“牙虫”。此种信念的证据出现于古印度，埃及，日本和中国。牙虫的传说也出现在荷马的作品中，迟至公元14世纪，外科医生，盖伊（Guy de Chauliac）仍然相信牙虫造成蛀牙。
关于治疗牙痛、感染及缺齿的卷轴（Ebers Papyrus，Kahun Papyri，Brugsch Papyrus及Hearst papyrus）在古埃及广泛传播。写于公元前17世纪的埃德温·史密斯莎草纸（Edwin Smith Papyrus）可能反映了早至公元前3000年以前治疗牙科疾病的几个例子。公元前18世纪，《汉谟拉比法典》中两次提及了作为处罚的拔牙。一些古埃及人和希腊罗马人的遗骸揭示了牙科修复术和外科手术的早期尝试。但这也可能是由于审美原因而在死后进行的修复。
古希腊学者希波克拉底和亚里士多德写过有关牙科的文章，包括牙齿萌出模式，蛀牙和牙龈疾病治疗，用钳子拔牙，用金属丝稳定松动的牙齿和断裂的下巴。有人说，伊特鲁里亚人早在公元前700年就首次使用了牙科矫治器和牙桥。在古埃及，赫赛-雷（Hesi-Re）是第一个被称为“牙医”（最伟大的牙齿）的人。埃及人用金线固定更换的牙齿。古罗马医学作家科尼利尔斯·凯尔苏斯写了大量有关口腔疾病以及牙科治疗的作品，如含有麻醉成分的潤膚膏和收敛剂。最早的牙科用汞合金的使用记载出现在659年中国唐朝医生苏宫的一篇医学文章中，并于1528年出现在德国。
从历史上看，拔牙已被用于治疗多种疾病。在中世纪和整个19世纪，牙科本身不是一种專業，在當時的牙科手术往往是由理发师或普通医生操手。理发师通常只会拔掉能够缓解疼痛和相关慢性牙齿感染的牙齿。用于拔牙的器械可以追溯到几个世纪以前。14世纪，盖伊发明了牙科鹈鹕（类似鹈鹕的喙），直到18世纪末期都用它来拔牙。后来，拔牙钥代替了牙科鹈鹕，20世纪出现的拔牙钳又转而代替了拔牙钥。
第一本专门讲牙科的书是1530年的《牙周病学绪论和解剖生理》（Artzney Buchlein）。第一本用英语写的牙科教科书是查尔斯·艾伦（Charles Allen）写于1685年的《牙科医生》（Operator for the Teeth）。
在英国，1859年之前都没有正式资格的牙科治疗提供者，直至1921年，牙科执业才限于具有专业资格的人。1979年，国家卫生服务皇家委员会报告每一万人中牙医数量是1921年的两倍。

### 现代牙医学
现代牙医学在1650年至1800年间得到了发展。英国医生托马斯·布朗在他的《给一个朋友的一封信》（A Letter to a Friend）中以特有的幽默方式作出了早期的牙科观察：
我所看到的埃及木乃伊，嘴巴张开着，多少有些空间，这给我提供了一个很好的机会来查看观察他们的牙齿，在他们的嘴巴里不易发现任何掉齿和龋齿。因此，在埃及那个一个人只负责一项手术或单一疾病的国家，只从事拔牙必然是一门贫穷的职业，只比当国王皮洛士的拔牙匠好一点点，因为他只有两颗牙。
法国外科医生皮埃尔·福沙尔以“现代牙科之父”闻名。17世纪晚期和18世纪初的原始外科工具有很多限制之处，福沙尔这位技术娴熟的外科医生对牙科器械作了显著的改进，往往将钟表制造商，珠宝商，甚至理发师用到的，他认为也能够用于牙科的工具进行改进。他首次使用牙齿填充物来治疗龋齿。他断言，糖衍生的酸，如酒石酸引起了龋齿，并且还提出牙齿周围和牙龈内的肿块，可能出现在蛀牙的后期阶段。

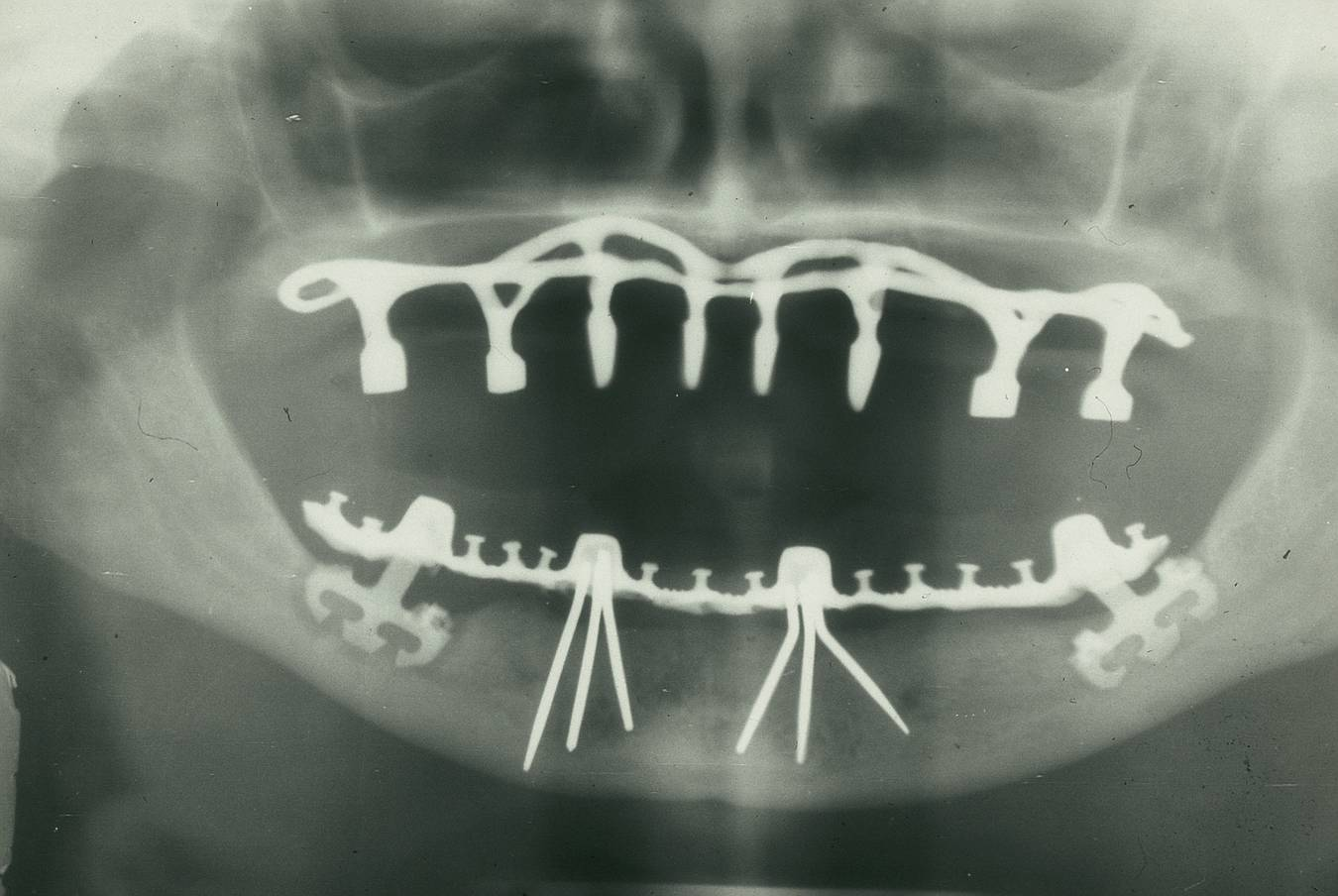
拍于1978年的种植牙全景x光照片

福沙尔是假牙的先驱，他也发明了许多取代脱落的牙齿的方法。他建议，替代物可以是象牙或骨头的雕块。他还首次使用了牙套，虽然它们最初是金质的，他发现牙齿的位置可被校正，因为为牙齿会沿着金属丝的模式生长。打蜡亚麻或丝线通常被用来固定牙套。他对牙医学界的贡献主要包括他1728出版的《牙外科医生》（Le chirurgien dentiste）。这一法文文本包括“基本的口腔解剖结构和功能，牙结构，以及各种手术和修复技术，并有效地把牙科从更广泛类别的手术中分离了出来”。

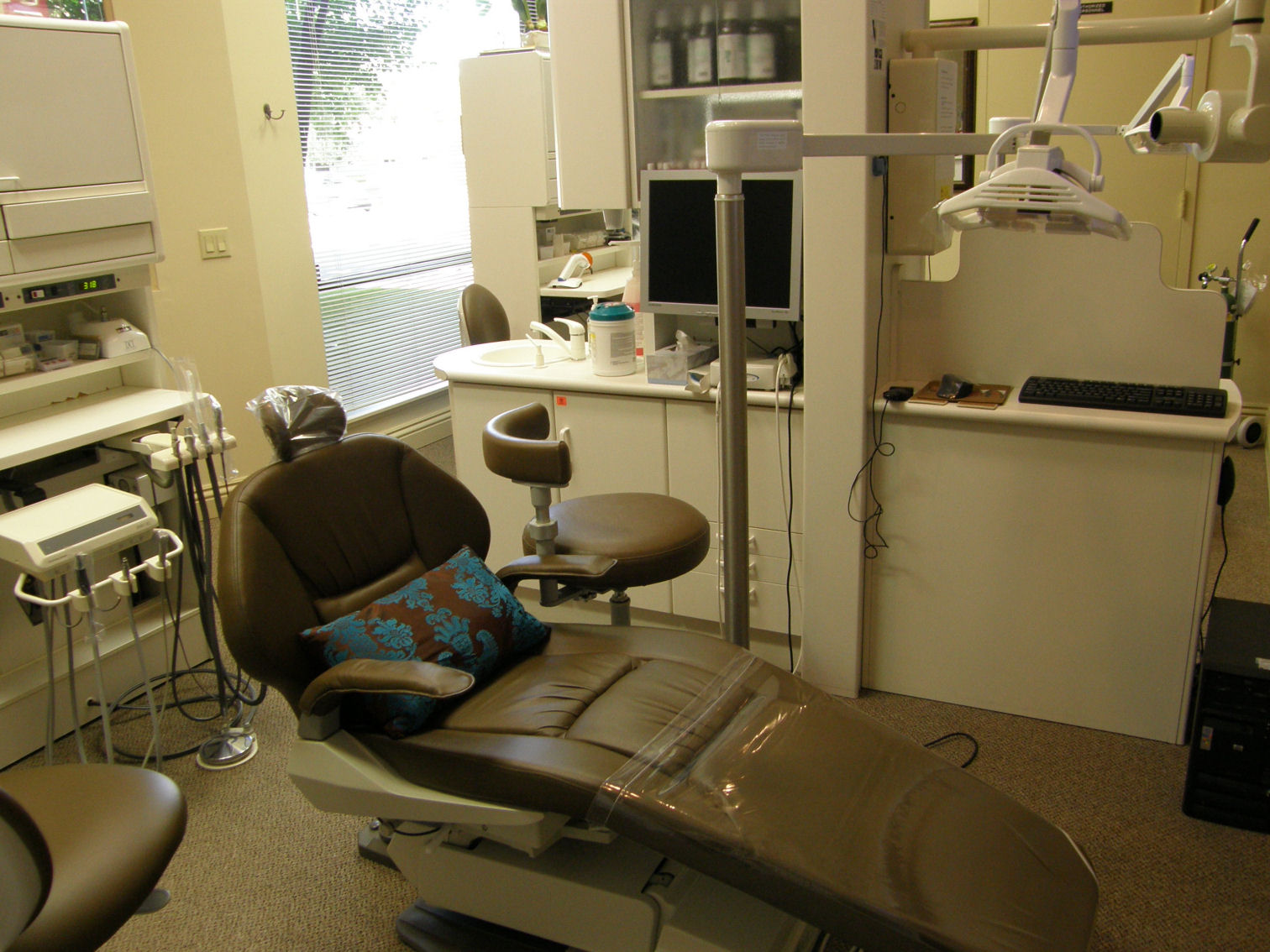
现代牙科治疗椅

福沙尔之后，牙科研究发展迅速。两本重要著作，《人类牙齿的自然史》（Natural History of Human Teeth，1771）和《牙科疾病实用论文》（Practical Treatise on the Diseases of the Teeth，1778），由英国医生约翰·亨特发表。1763年，他开始了与伦敦牙科医生詹姆斯·斯彭斯的合作。他开始对人与人之间进行牙齿移植的可能性创建理论。他意识到，如果捐献牙尽可能新鲜，并和接收者的牙齿大小相符，那么牙移植的成功率（最起码刚开始是这样的）将会提高。这些原则仍然适用于内脏器官的移植。亨特进行了一系列开拓性手术，也尝试过牙移植手术。虽然捐献牙永远不会和接收者的牙龈完全成为一体，亨特的一个患者说他有三个维持了六年的捐献牙，在当时是一个了不起的成就。

## 优先病人
英国国民健康保险制度的优先病人包括患有先天性畸形（如腭裂及缺牙症），遭受口面创伤以及那些接受头颈部癌症治疗的病人。这些病人将由一个跨学科团队与畸齿矫正学和和颌面外科手术专科医院联合治疗。其他优先病人包括感染（无论是第三臼齿或坏死的牙齿）或者恒牙撕脱，以及与有吸烟或无烟烟草史且有口腔溃疡病史的病人。